# Something (Andrius Pojavis)
Something is een single van de Litouwse zanger Andrius Pojavis. Het was de Litouwse inzending voor het Eurovisiesongfestival 2013 in Malmö te Zweden. Something redde het tot de finale, waarin het uiteindelijk 22ste werd. Het nummer is geschreven door Pojavis zelf. Het nummer werd door de Litouwse bevolking gekozen op 20 december 2012 in de nationale voorselectie van het Eurovisiesongfestival.